# سيكورسكي سي إتش-53إي سوبر ستاليون
سيكورسكي سي إتش-53 إي سوبر ستاليون (بالإنجليزية: Sikorsky CH-53E Super Stallion)‏ هي أكبر وأثقل طائرة مروحية في القوات المسلحة الأمريكية. أنتجت في الولايات المتحدة. من صناعة سيكورسكي للطائرات. تستخدم بشكل أساسي من قبل قوات مشاة بحرية الولايات المتحدة. كان أول طيران لها في 1 مارس 1974. دخلت الخدمة في 1981، ومازالت في الخدمة حتى الآن. صنع منها 234 طائرة، وسعر الطائرة الواحدة منها هو 24.36 مليون دولار (1992).
سيكورسكي سي إتش-53إي سوبر ستاليون كما حال سيكورسكي إس-80 تم تطويرها من مروحية سي إتش-53 سي ستاليون، وذلك عن طريق إضافة محرك ثالث، وشفرة سابعة إلى الدوار الرئيسي مع ميلان ذيل الدوار 20 درجة. وبنيت من قبل سيكورسكي للطائرات لصالح قوات مشاة بحرية الولايات المتحدة. اما الطراز الأقل شيوعا (بالإنجليزية: MH-53E Sea Dragon)‏ والمستخدم من قبل بحرية الولايات المتحدة فأنه يلبي أحتياجاتها في المهام المحمولة جوا والبعيدة المدى والخاصة بكسح الألغام أو المضادة لألغام (AMCM)، وأداء واجبات النقل الثقيل للقوات البحرية. كما أن الطراز سيكورسكي سي إتش-53 كيه سوبر ستاليون الذي قيد التطوير سوف يكون مجهز بمحركات جديدة، وريش دوار جديدة مصنوعة من المواد المركبة، مع مقصورة أوسع.

## المستخدمون
- قوات مشاة بحرية الولايات المتحدة
- بحرية الولايات المتحدة
- قوة الدفاع الذاتي البحرية اليابانية